# Alexanderplatz
För andra betydelser, se Alexanderplatz (olika betydelser).

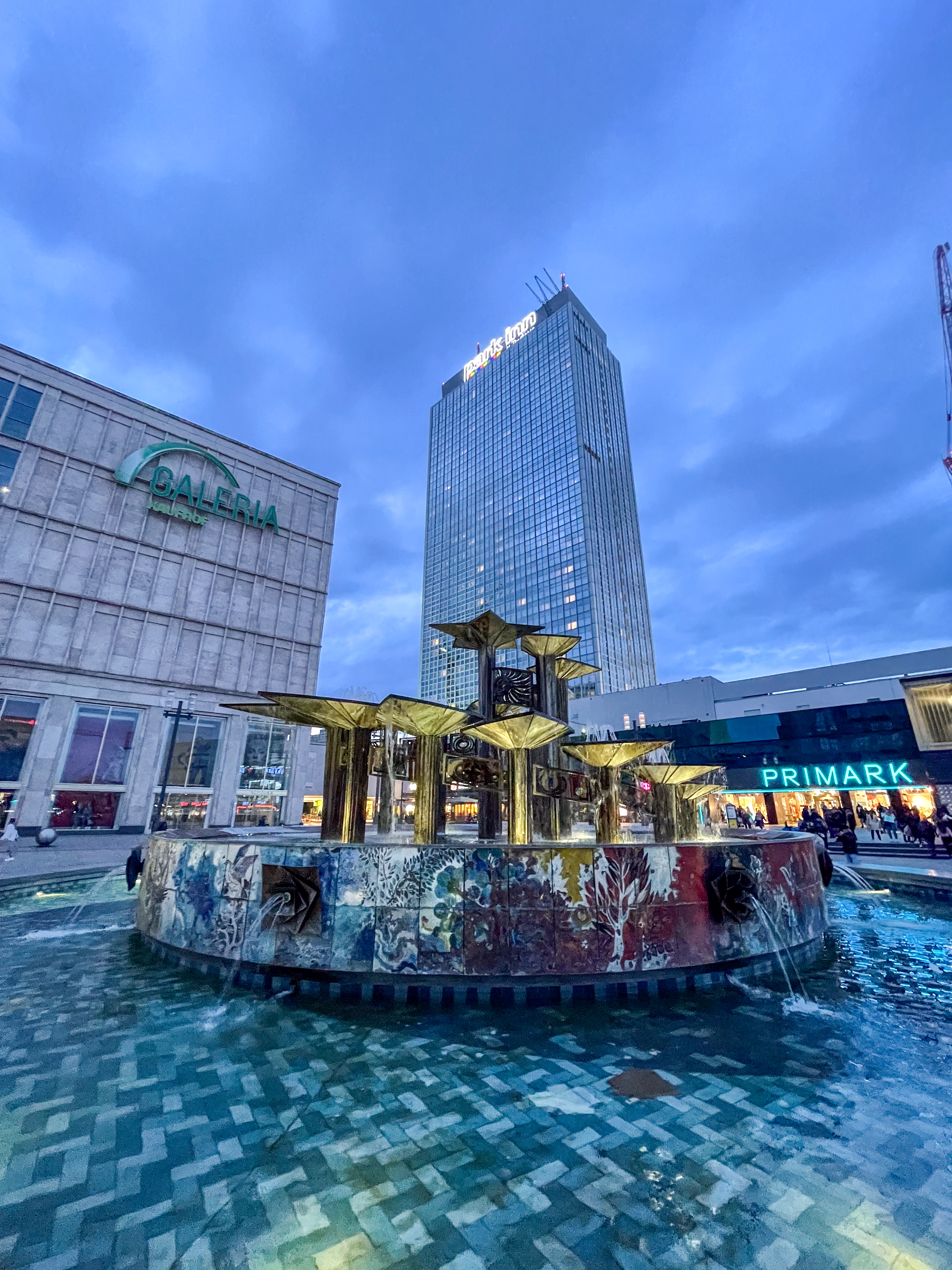
Alexanderplatz med Galeria Kaufhof, Park Inn Berlin och fontän.

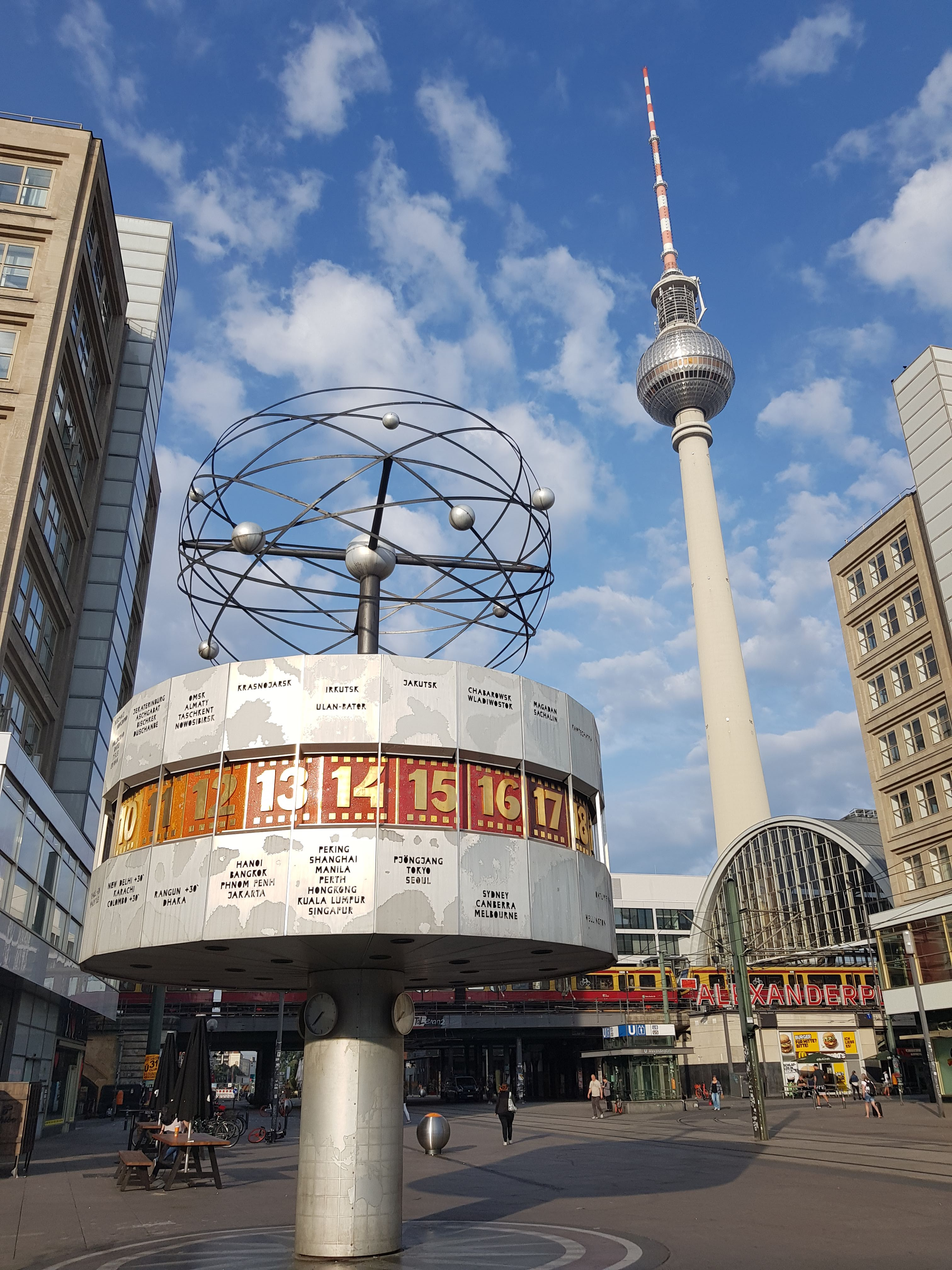
Alexanderplatz med Världstidsklockan, TV-tornet samt Alexanderplatz station.

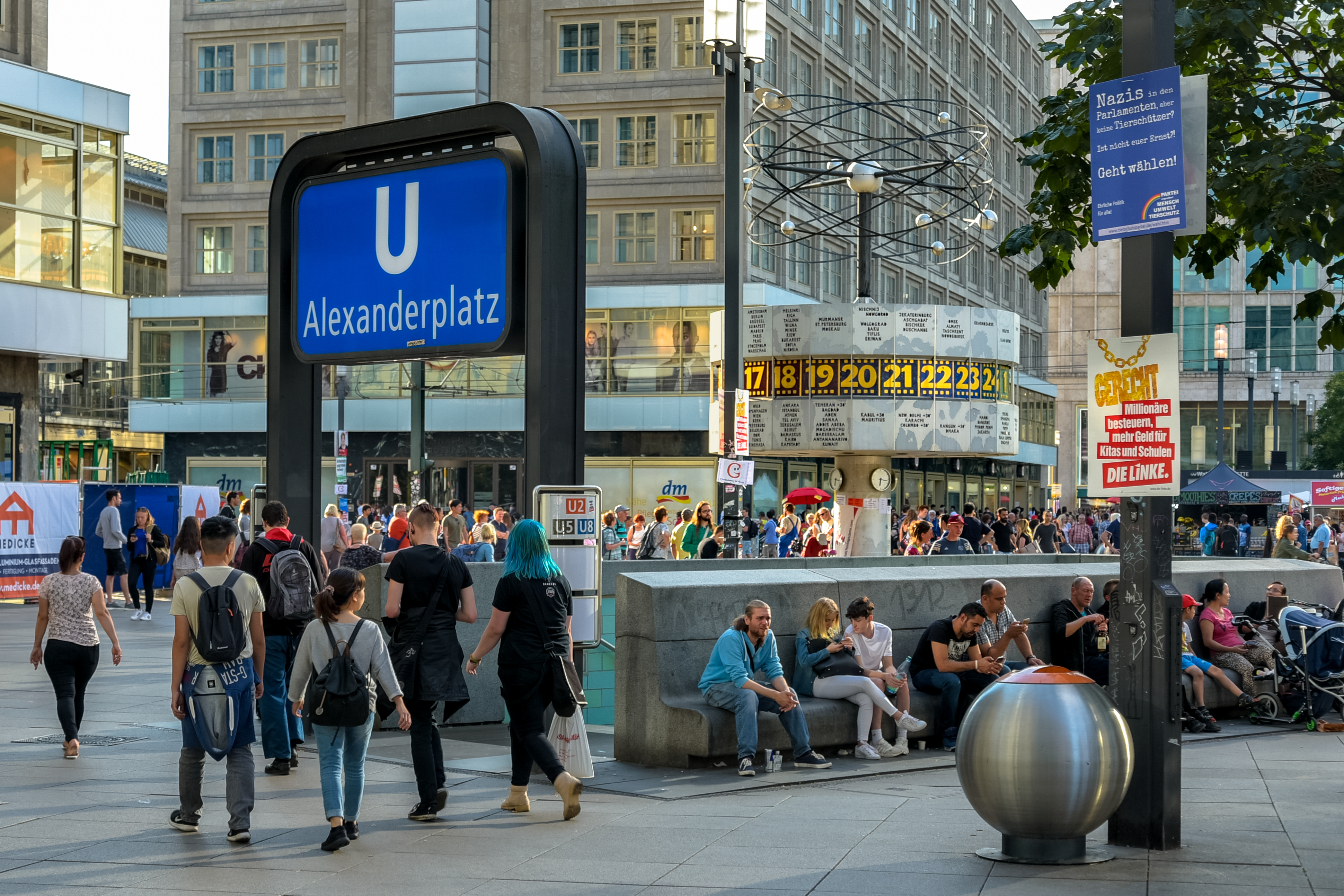
Alexanderplatz med tunnelbaneentré och Världstidsklockan.

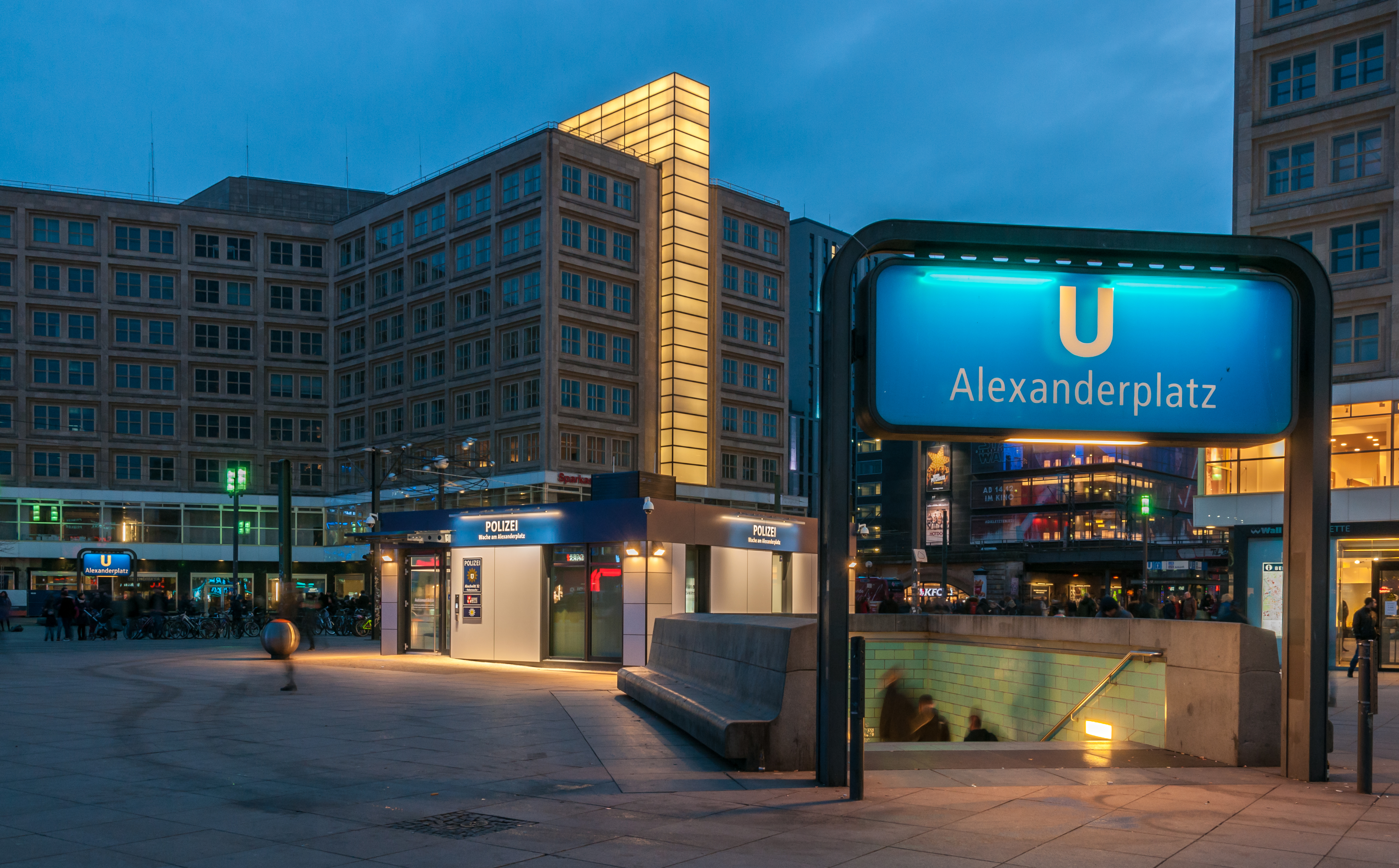
Alexanderhaus och entré till tunnelbana.

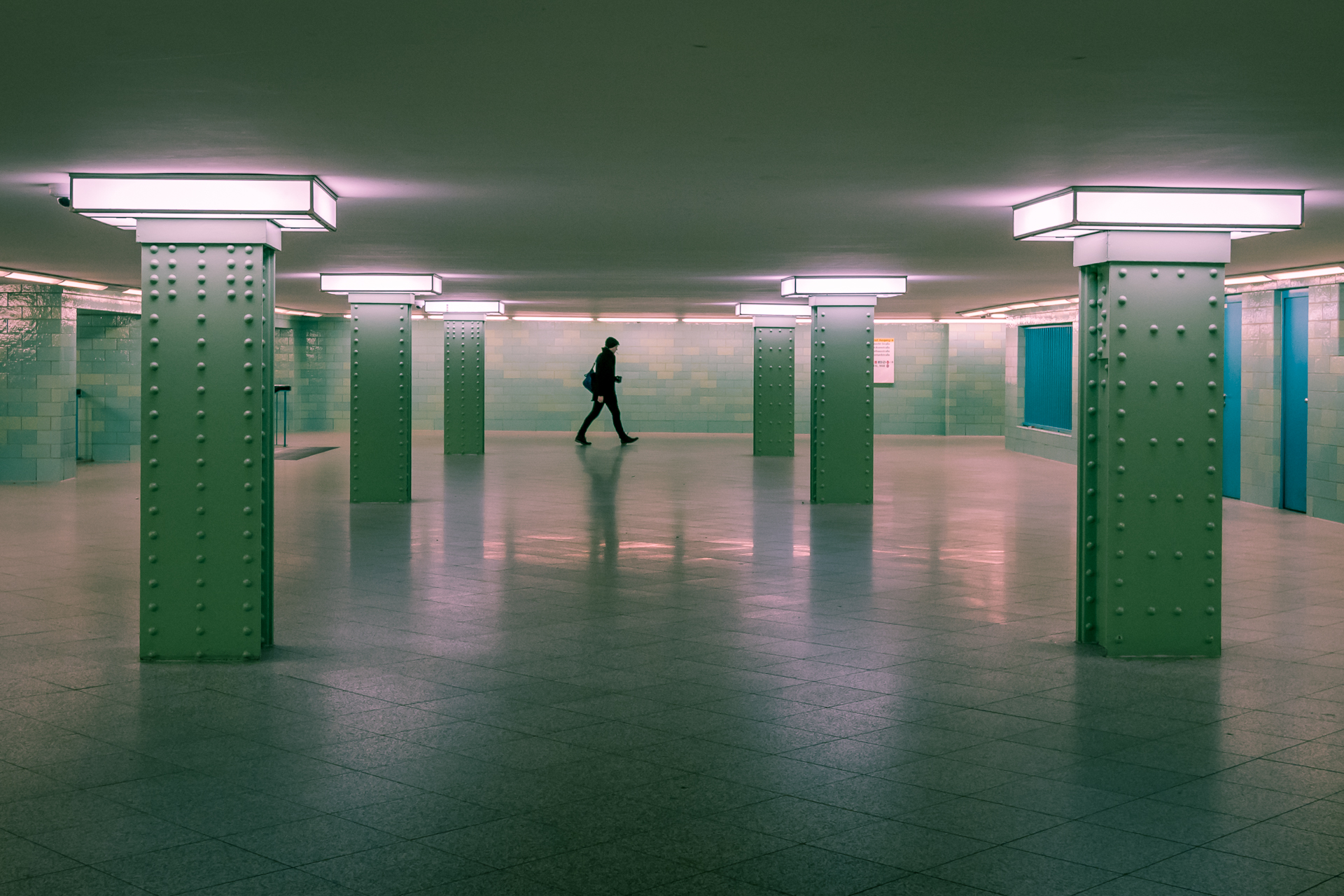
Alexanderplatz tunnelbana

Alexanderplatz (även Berlin Alexanderplatz, populärt Alex) är ett historiskt betydelsefullt torg i stadsdelen Mitte samt knutpunkt för kollektivtrafiken på Bahnhof Berlin Alexanderplatz i den östra delen av centrala Berlin. Det är med sina 360 000 dagliga besökare (2009) en av Europas mest trafikerade platser. Fernsehturm, Berlins berömda TV-torn och tillika en av stadens främsta signaturbyggnader, reser sig omedelbart väster om torget, och ytterligare några hundra meter västerut återfinns Berlins medeltida centrum samt flera av stadens främsta historiska och kejserliga institutioner utmed Unter den Lindens början vid floden Spree. I nära anslutning till Alexanderplatz ligger också Berlins rådhus, Rotes Rathaus.

## Historia
Alexanderplatz fick sitt namn efter den ryske tsaren Alexander I, efter att denne besökt Berlin år 1805. Tidigt bedrevs här boskapsmarknad men det riktiga uppsvinget kom under senare delen av 1800-talet i och med uppförandet av järnvägsstationen. På 1920-talet utgjorde torget ett kommersiellt centrum i tilltagande och var navet i Berlins svärmiska nattliv, vilket bland annat inspirerade till romanen Berlin Alexanderplatz från 1929. 
Torget byggdes om efter en arkitekttävling år 1928. Man började strax att riva flera byggnader, men finanskrisen året efter satte stopp för planerna. De rivna byggnaderna måste dock ersättas och ett amerikanskt finansierat konsortium fick uppdraget. De hyrde tomten av staden och den skulle återlämnas efter kontraktets slut år 1955 och husen rivas. Två kontorshus med åtta våningar, Alexanderhaus och Berolinahaus, som ritats av arkitekten Peter Behrens uppfördes åren 1931-1932.
Efter andra världskriget låg bebyggelsen runt Alexanderplatz i ruiner. De två husen byggdes upp igen och stod färdiga år 1952. På 1990-talet renoverades de nu förfallna byggnaderna och de är idag kulturskyddade.
Då Östtyskland existerade var Alexanderplatz en viktig mötesplats för invånarna i det dåvarande Östberlin. Det var också här som de större varuhusen låg. Alexanderplatz var en stolthet för Östtyskland och Östberlin.
Med dess arkitektur ville man visa omvärlden att Östtyskland kunde skapa en modern stadsdel och det fungerade som en slags symbol för välstånd. På Alexanderplatz finns också en speciell klocka med namnet Weltzeituhr som visar tiden runt om i hela världen. Denna klocka stod också som ett uttryck för Östberlins roll i ett globalt sammanhang.
Efter Berlinmurens fall kom Alexanderplatz åtminstone temporärt att tappa en del av den betydelse som det hade haft i Östberlin. Även om många byggnader i anslutning till torget har renoverats har det fram till nu fortfarande varit något av ett monument över det forna Östtyskland och en förfluten tidsepok. Alexanderplatz är dock fortsatt en av Berlins allra viktigaste knutpunkter för tunnelbana, S-bahn och spårvagn. Under de senaste åren har man systematiskt renoverat affärshusen kring Alexanderplatz samt byggt en av Berlins största inomhusgallerior, Alexa Shoppingcenter, som öppnade år 2009,  alldeles i närheten. På Alexanderplatz ligger Berlins näst största varuhus efter KaDeWe, det eleganta Galeria Kaufhof. Vid torget återfinns också hotellet Park Inn Berlin, före detta Hotel Stadt Berlin, som med sina 41 våningar än så länge är den högsta våningsbyggnaden i Berlin.

## Framtida bebyggelse
Sedan början av 1990-talet finns storslagna planer för den framtida bebyggelsen och stadsplaneringen kring Alexanderplatz som bland annat inbegriper uppförandet av ett tiotal höghus om cirka 150 meters höjd, huvudsakligen utmed torgets östra sida. Tanken är att skapa en tätare och mer dynamisk utomhusmiljö i det relativt ödsliga stadslandskap som kommunismens år efterlämnade, samt att symboliskt förstärka Alexanderplatz status som en av stadens medelpunkter såväl historiskt som geografiskt och kommersiellt. De ursprungliga skisserna har de senaste åren kommit att bli föremål för intensiv debatt och hunnit revideras flera gånger. För ögonblicket (2017) finns konkreta planer i närtid på tre höghus, bland annat ett ritat av den namnkunnige arkitekten Frank Gehry som vann arkitekttävlingen år 2014. Det har dock uttryckts farhågor för att  bostadshuset som blir Tysklands högsta skall påverka tunnelbanan på grund av tyngden.

## Kommunikationer
Bahnhof Berlin Alexanderplatz med S-Bahn (pendeltåg), regionaltåg, U-Bahn (tunnelbana) samt spårvagnar.